# Полоничеве
Поло́ничеве — село в Україні, у Звягельському районі Житомирської області. Населення становить 112 осіб. Входить до складу Ємільчинської селищної громади.

## Географія
Межує на північному сході з Миколаївкою та Спаське, на південному сході з Осівкою та Льонівкою, на південному заході з Рудня -Іванівською, на північному заході з Журбовичами.
 На заході від села бере початок річка Грабарка, права притока Углі.

## Історія
До 1939 року німецька колонія Емільчинської волості Новоград-Волинського повіту Волинської губернії. Відстань від повітового міста 67 верст, від волості 18. Дворів 23, мешканців 155.